# Alex Ferrari
Alex Ferrari, né le 21 avril 1982, est un auteur-compositeur-interprète brésilien de musique pop latino connu grâce à son tube de l'été Bara Bará Bere Berê. 

Ce chanteur a popularisé cette chanson brésilienne en Europe, le single rencontre le succès dans les pays francophones en Belgique, en Suisse et plus particulièrement en France où il atteint la 1re place la semaine du 13 août 2012. En 2012, il est le 3e artiste brésilien à être numéro un en France après Ai se eu te pego de Michel Teló et Balada de Gusttavo Lima.
Son premier clip vidéo sort le 6 août 2012 et est vu plus de 5 720 647 vues. Le 2 décembre 2012, il sort Guere Guerê dans le même univers que son dernier clip. Il est sous contrat avec le major EMI en France, et le label ARS Universal en Belgique.

Son premier album Bara Bere est sorti le 12 novembre 2012 dans les bacs. Il entre en 191e position en France, puis sort la semaine suivante.

## Discographie
| Année | Single                | Meilleure position | Meilleure position | Meilleure position | Meilleure position | Meilleure position | Album     |
| Année | Single                | Belgique (Fl)      | Belgique (Wa)      | Canada             | France             | Suisse             | Album     |
| ----- | --------------------- | ------------------ | ------------------ | ------------------ | ------------------ | ------------------ | --------- |
| 2012  | Bara Bará Bere Berê   | 15                 | 2                  | 95                 | 1                  | 1                  | Bara Bere |
| 2012  | Guere guerê           | -                  | -                  | -                  | 175                | -                  | Bara Bere |
| 2013  | Te Pego E Pa          | -                  | -                  | -                  | -                  | -                  | Bara Bere |
| 2013  | Ta Louca Ta Louquinha | -                  | -                  | -                  | -                  | -                  | Bara Bere |